# Nätverksspelande
Nätverksspelande innebär att två eller fler spelare spelar dator- eller TV-spel mot varandra, och använder var sin dator eller spelkonsol sammankopplade med någon form av datornätverk, antingen ett lokalt sådant eller över Internet.

## Historia
Redan sedan när datorer kunde kopplas samman i nätverk föddes idéer om nätverksspel bland de få människor som sysslade med området. Det första stora genomslaget för nätverksspelade kom då Id Softwares spel Doom släpptes och kunde spelas över nätverk. Spelet var ett av de tidigaste spelen av genren ”första-persons-skjutare” (FPS), det vill säga man styr en virtuell beväpnad person i en 3-dimensionell värld och ser världen utifrån personens ögon, och spelets mål är att ta sig genom ett antal banor och döda (genom att skjuta) alla ”monster” och fiender som står i vägen, innan de skjuter spelaren. När två spelare spelade över nätverk, gick det ut på att skjuta den andra spelaren flest gånger. Spelet kom att bli otroligt populärt, och det släpptes under det tidiga 1990-talet då Internet hade börjat slå igenom. Det fanns dock begränsningar i spelupplevelsen då dåtidens Internetförbindelser till övervägande del bestod av långsamma, uppringda anslutningar. Det fanns också endast möjlighet för två spelare att spela mot varandra samtidigt.
Det andra stora genomslaget kom när Id Software släppte Quake år 1995, som byggde på samma princip som Doom, men var förbättrat och innehöll nya spelfunktioner för att spela mot varandra (såsom möjligheten att spela mer än två samtidigt). Internet hade växt, Internetförbindelser hade blivit snabbare och datorer hade blivit vanligare i stora institutioner som högskolor och universitet (där nätverk fanns).
Sedan dess har FPS-genren utvecklats och fler typer av nätverksspel har uppkommit. Majoriteten av nätverksspelandet görs på PC-datorer, men även de nyaste spelkonsolerna har utrustats med möjligheten att spela i nätverk (då framför allt via Internet). Även om alla de vanligaste spelkonsolerna idag har nätverksstöd, är det på Microsofts Xbox som Internet-spelandet är som mest utbrett.

## Typer av nätverksspel

### Första-persons-skjutare (FPS)
Utvecklingen har sen dess gått stadigt och idag är spel som Unreal Tournament och Counter-Strike dominerande bland nätverksspelen. Dessa, och många andra, spel bygger på ungefär samma idé som Doom och Quake, de har dock förbättrats avsevärt grafiskt och spelmässigt, och fler nya spelsätt har införts, såsom många olika former av spelsätt, exempelvis ”Capture the Flag”, där spelarna delas upp i två lag, och spelarna måste samarbeta för att lyckas ta sig in bakom fiendens linjer och hämta det andra lagets flagga flest gånger.

### Strategispel och realtidsstrategi-spel (RTS-spel)
I strategispel spelare varje spelare en virtuell armé eller civilisation, med målet att kontrollera och utveckla ”enheterna” i armén och vinna över sina motspelare genom att utplåna motspelarens armé. Exempel på sådana spel är Command & Conquer-serien och Warcraft-serien.

### Massive Multiplayer Online Role Playing Game (MMORPG)
MMORPG är en form av nätverksspelare där spelaren skapar en virtuell person i en stor virtuell värld. Till skillnad från de rent action-baserade striderna i FPS-spelen, har striderna en mer taktisk prägel, och ju fler motståndare spelaren dödar och uppdrag spelaren utför, desto mer ”erfarenhetspoäng” får spelaren. Dessa gör det möjligt för spelaren att förbättra sin virtuella person (göra den starkare, snabbare, och så vidare). Spelaren kan också tjäna virtuella pengar till att köpa nya vapen eller rustningar till sin person. Den virtuella världen är stor och föränderlig, med städer, vägar, och förändras av en pågående handling. I FPS-spelen byggs en liten och oföränderlig värld upp som endast existerar för de som spelar, medan i MMORPG finns en och endast en permanent värld.
Många spel tillåter att spelare köper eller bygger hus eller andra virtuella egendomar, och en del spel, exempelvis Project Entropia, tillåter att man använder ”riktiga” pengar till att köpa saker i spelvärlden. Dessa tillåter också att man tjänar pengar i spelvärlden, till exempel genom att utföra jobb som handel eller sälja föremål man funnit eller vunnit i strider.
Ett av de allra tidigare MMORPG-spelen var spelet Ultima Online. Den här typen av spel lämpade sig bättre för långsamma Internet-förbindelser då reflexer, koordination och snabba beslut inte har samma vikt som i FPS-spel, men spelsessioner med MMORPG tenderar att bli längre än i FPS-spel och man oftast betalade för tiden man var ansluten, kunde de snabbt bli kostsamma och nådde ingen större popularitet förrän bredband blev vanligare. Dessutom tar också speltillverkarna ofta betalt en månadskostnad, för att betala och underhålla de server-datorer som ”lagrar” den stora virtuella världen.
I dag är World of Warcraft ett av de absolut vanligaste spelen, med mer än 8 500 000 spelare. Då spelet har fler spelare än många länder har invånare, och på grund av spelets upplägg liknas ofta spelet vid ett virtuellt land. I ett annat MMORPG-spel, Second Life, har Sveriges utrikesdepartement öppnat en virtuell ambassad.

### Övriga spel
De flesta spel där man på något sätt tävlar mot andra, exempelvis bilspel, olika typer av sport-spel eller mer traditionella spel som schack och brädspel, kan också ofta spelas mot andra i nätverk.

## Teknik
Nätverksspelande kan i princip ske på två sätt.
- Internet. Spelare ansluter till varandras datorer för att spela mot varandra över Internet. MMORPG går endast spela på Internet, då den virtuella världen finns på centrala server-datorer som alla spelare ansluter till.
- Lokalt nätverk, ”LAN-party”. Detta kan ske i olika skala, i minsta fallet tar ett par vänner med sig sina datorer hemifrån till en vän eller till någon lokal, i största fallet eller deltar i ett professionellt arrangerat så kallat LAN-party med hundratals eller så mycket som tusentals besökare. Ett av världens största LAN-partyn är Dreamhack som arrangeras i Sverige. Spelarna kan också använda sig av ett befintligt nätverk på ett företag, skola eller ”spel-café”.

### Anslutning
Oavsett om man spelar över Internet eller lokalt nätverk, bygger de flesta spel på en stjärn-arkitektur, där alla spelare ansluter till en server. Servern kan vara antingen en av spelarna (då vanligtvis den som ”startar” spelomgången), eller en tillägnad dator speciellt för syftet för att få maximal prestanda. I vissa spel tillhandahåller speltillverkarna dedikerade servrar för ändamålet - exempelvis Steam som används för att spela Counter-Strike eller i samtliga MMORPG.

### Dataöverföring
I vissa spel, exempelvis FPS-spel, är spelarens exakta rörelser avgörande för att spelaren ska vinna eller förlora. Därför är det viktigt att spelen ”hänger med” de snabba rörelserna. Om nätverket är för långsamt kan en spelare uppleva att dess motspelare förflyttar sig på sätt som oförutsägbara eller att spelaren missar ett skott trots att den siktade helt rätt.
Att hela tiden överföra all information om vad och vart som finns i världen skulle kräva alltför mycket av nätverket. Därför skickas endast förändringar, och det används algoritmer för att förutsäga spelarnas rörelser så att endast information skickas när en spelare byter ”rörelse”. Exempelvis, om en spelare rör sig med en viss hastighet och svänger, överförs bara information om att spelaren började svänga. Information om händelser som inte påverkar spelet överförs kanske inte alls, exempelvis kan publiken i en fotbollsmatch se annorlunda ut för olika spelare.

## Social kultur
Möjligheterna till lagspel har gjort att många, främst ungdomar, gått samman och bildat lag (så kallade ”klaner”) som spelar mot andra lag. Ligor och turneringar har blivit allt vanligare och kan idag ha 100 0000 USD i prispengar.

## Kritik

### Våld
Vissa hävdar att överdrivet spelande av våldsamma spel kan leda till bristande verklighetsförankring så att spelaren utför våldsdåd i verkligheten. Kritiker till dessa påståenden hävdar att personerna burit på psykiska störningar som från början förstört deras möjlighet att skilja på verklighet och fiktion. Dessa kritiker jämför också debatten om våldsamma spel med de som tidigare hållits om video-filmer och serietidningar.

### Spelberoende
Överdrivet spel kan leda till ett spelberoende. Vissa hävdar att det i Sverige kan finnas upp till 40 000 spelberoende människor, andra hävdar att talet är kraftigt överdrivet.